# Krigskors (Grækenland)
 Der er for få eller ingen kildehenvisninger i denne artikel, hvilket er et problem. Du kan hjælpe ved at angive troværdige kilder til de påstande, som fremføres i artiklen.

Det græske krigskors (græsk: Πολεμικός Σταυρός) er en græsk militær orden, der tildeles for udvist heltemod i krigstid. Ordenen kan tildeles både grækere og udenlandske allierede. Der findes to udgaver af korset. Den ene er fra 1917 og dækker 1. verdenskrig, mens den anden er fra 1940 og dækker 2. verdenskrig samt den græske borgerkrig. 
Ordenen er bl.a. uddelt til den danske major Anders Lassen. Hans eksemplar befinder sig i dag på frihedsmuseet i København.